# Tren TER
El tren TER va ser a Espanya, juntament amb el seu antecessor el tren TAF, també automotor dièsel, l'inici de la modernització del parc ferroviari, per substituir gradualment les locomotores de vapor.
El tren TER va reemplaçar el TAF i va passar gradualment a fer serveis peninsulars, també fins a la ciutat portuguesa de Lisboa. Els trens TER començaren a funcionar comercialment el gener de 1965 finalitzant el servei comercial a 1995. El nom de TER és l'acrònim de Tren Espanyol Ràpid, tot i que en el projecte d'implantació (1963) se’l identificava com TAR (Tren Automotor Rápido). El TAF (Tren Automotor Fiat) era en servei des de 1952.

## Generalitats
La primera línia coberta pel TER era Madrid-Gijón a gener de 1965 i posteriorment es varen implantar altres línies a mesura que es disposava de les unitats necessàries. A Barcelona va arribar el primer, que encara es deia TAR, a juny del mateix any i seguidament Alacant quedà unida amb Barcelona amb un trajecte de 10 hores de durada. A juliol de 1965 es va canviar oficialment el nom a TER.
A partir de 1971 varen començar a arribar els nous trens de tracció elèctrica (sèrie 432), que comencen a eliminar els TER dels serveis en línies electrificades, la primera de les quals va ser la Madrid-Gijón.
Una incidència determinant: A març de 1996 la que era presidenta de Renfe, Mercè Sala, viatjant amb un tren de rodalies l'horari del qual va ser afectat per un incident en el transport d'un TER que anava a ser desguassat a Aranda de Duero (desenganxament entre la unitat motora del 9712 i el vagó remolc) va fer que des d'aquell dia els desguassos es portessin a fer sense transportar les unitats objecte per les línies ferroviàries sinó que es transportessin per carretera, amb vehicles especials adequats.
La substitució gradual dels TAF pels TER va ser deguda a l'augment de les necessitats de transport i les millores tècniques, econòmiques i de confort que el fabricant original, l'empresa italiana Fiat, va introduir. L'any 1962 Renfe va publicar un concurs d'adjudicació per la compra de 30 trens a la que es varen presentar ofertes de diferents empreses espanyoles amb consorcis amb empreses d'altres països. La Maquinista Terrestre i Marítima es presentà amb De Dietrich, MACOSA amb una empresa holandesa i CAF-MMC, que es presentà amb FIAT, va ser la que finalment s'emportà la concessió. A 1964 va entrar per Irún el primer TER entregat per FIAT.

## Característiques
La unitat bàsica era un cotxe amb el motor i una cabina parcial (configuració automotor) i un cotxe remolcat amb cabina per passatgers. Aquesta era la unitat bàsica tot i que ja es va dissenyar fent que dues unitats bàsiques es poguessin acoblar amb una porta per l'accés entre les dues unitats acoblades formant la coneguda configuració del TER amb quatre cotxes. Al cotxe motor hi havia la cabina de 2a classe (el motor i la transmissió eren a la part inferior del vagó) i el vagó posterior tenia la cabina de 1a classe i la cafeteria, amb un grup electrogen al dessota del vagó. Els seients de primera classe eren famosos per la seva comoditat. El TER tenia aire condicionat en origen.
La numeració original de Renfe va ser Sèrie 9701 fins a 9760 que adaptada a la numeració internacional es convertí en 597.001 fins a 597.060.
Les sèries 9701 a 9716 foren fabricades per FIAT i les 9717 a 9760 per les empreses espanyoles CAF (Construcciones y Auxiliar de Ferrocarriles S.A.) i MMC (Material Móvil y Construcciones, inicialment Carde y Escoriaza, originària de Saragossa que va ser va absorbida per CAF. A MMC també fabricaren avions i automòbils).
A partir de 1985, els TER instal·len frens de disc als bogies i es fan millores en pintura, finestres, cafeteria, etc. La codificació de Renfe pels TER cambia a VTBD1 per les unitats motrius i VSAR1 pels vagons remolcats. Posteriorment es varen fer modificacions en l'estructura (canvi del sistema d'acoblament semiautomàtic Shafenberg per un de manual) i en la configuració de les cabines, canvis de pintura, etc.
El 16 de gener de 1995 un TER, el 597-052, fa el darrer servei (Madrid-Cuenca) abans de ser retirats. Una característica dels TER eren les dificultats i costos de les operacions tècniques del seu manteniment i una capacitat de places no gaire alta (màxim 128.) Tot i que el màxim quilometratge no va excedir de 250.000 km, juntament amb el fet que varen haver-hi alguns accidents Renfe va decidir la seva retirada del parc ferroviari espanyol. Posteriorment algunes unitats es varen exportar a Argentina i la resta es desguassen a Arrigorriaga (Biscaia), excepte tres, que es conserven en l'actualitat a l'estació de Delícias (Madrid), als tallers Renfe de Cerro Negro (Madrid) i al Taller Central de Reparación de Renfe a Málaga. El TER 597-010 és a ARMF (Associació per a la Reconstrucció de Material Ferroviari) 
A 1997, varen arribar els nous automotors successors dels TER que eren molt similars (Renfe 594 TRD.)

## Dades tècniques
Motor dièsel de 850 CV (624,8 kW) 

Transmissió hidràulica al bogie propulsor. 

La velocitat màxima era de 120 km/h i la tara era de 52 Tm. 

Nombre de places unitat bàsica: 128 --- 
Nombre màxim de places (2 unitats acoblades): 256